# Blaž Vrhovnik
Blaž Vrhovnik (né le 8 mai 1981) est un sauteur à ski slovène.

## Palmarès

### Jeux Olympiques
| Épreuve / Édition | Nagano 1998 |
| Petit Tremplin    | 38e         |
| Grand Tremplin    | 17e         |
| Par Equipes       | 10e         |

### Championnats du monde
| Épreuve / Édition | Trondheim 1997 |
| Grand Tremplin    | 24e            |
| Par Equipes       | 6e             |

### Championnats du monde de vol à ski
| Épreuve / Édition | Vikersund 2000 |
| Individuel        | 38e            |

### Coupe du monde
- Meilleur classement final: 52e en 1998.
- Meilleur résultat: 12e.